# Fulles de saló

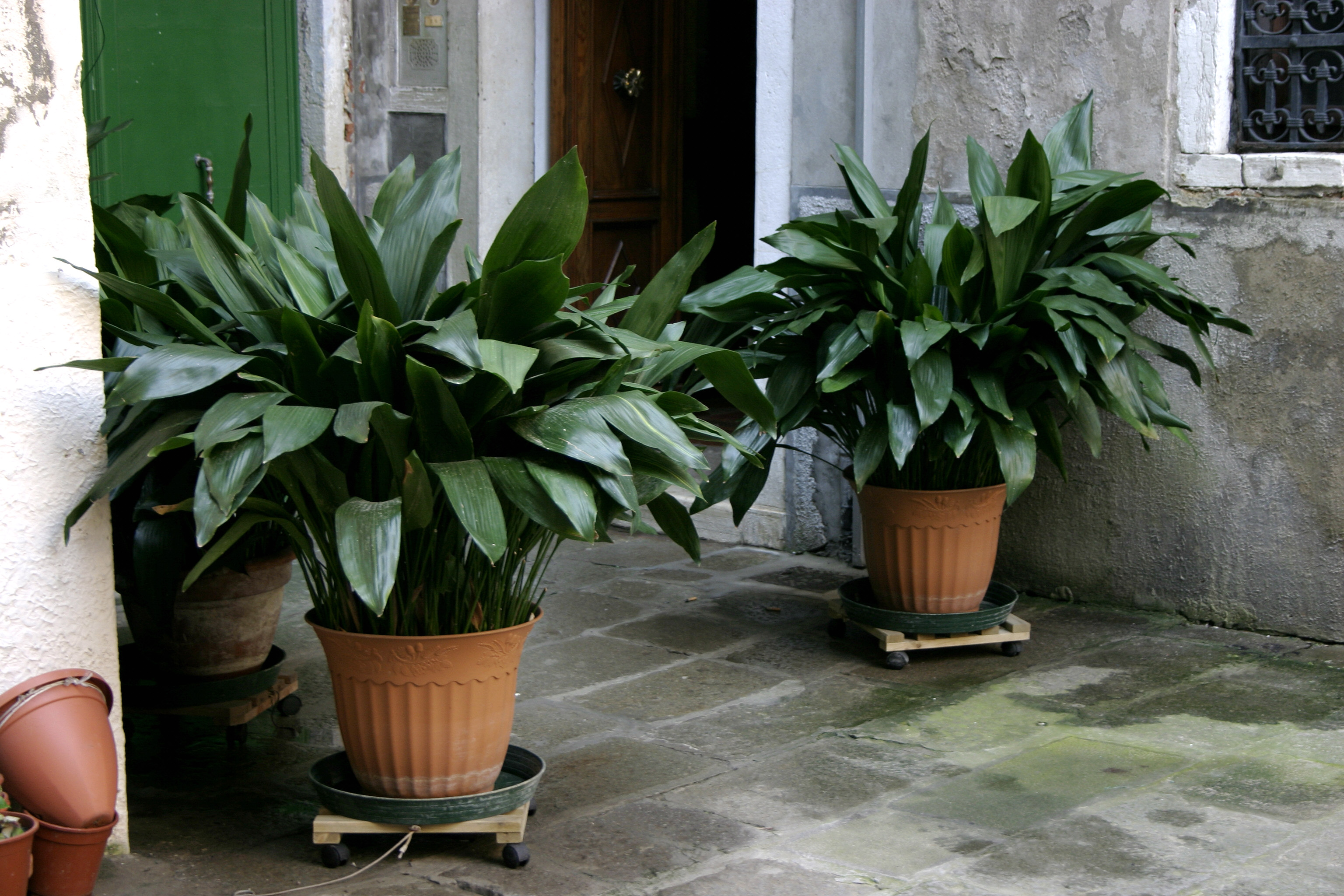
Un parell d'aspidistra elatiors en test

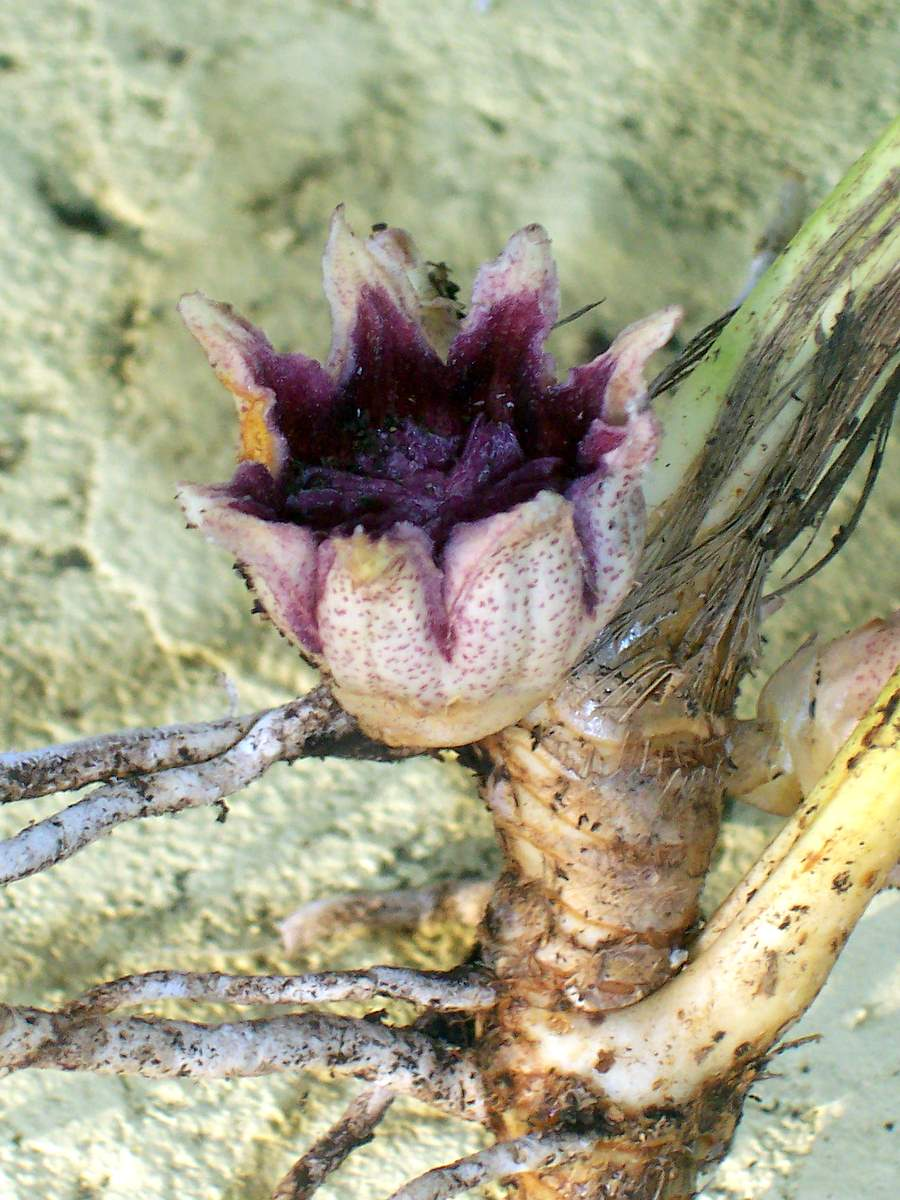
Flor

Les fulles, fulles de saló o fulles verdes (Aspidistra elatior) és una espècie de planta amb flors de la família de les Asparagàcies, originària del sud del Japó i Taiwan. Tolerant a la negligència, es conrea àmpliament com a planta d'interior, però també es pot cultivar a l'exterior a l'ombra on les temperatures es mantenen per sobre de -5 °C. S'utilitza com a material d'entrenament per a la forma seika d'ikebana.

## Descripció
Creix fins als 60 cm d'alçada, i una mida similar en amplària. És una planta rizomatosa de fulla perenne, amb fulles brillants de color verd fosc de 30 a 50 cm de llarg, flors llargues i carnoses de 8 lòbuls color crema amb color granat a la superfície interna, que surten a principis d'estiu.

## Pol·linització
Segons un estudi publicat el 2018, sembla que l'Aspidistra es pol·linitza principalment per mosquits del fong (Cordyla sixi i Bradysia).

## Distribució
Tot i que sovint es creu que és d'origen xinès, l'espècie és de fet nativa del sud del Japó, incloent-hi Kuroshima, Suwanosejima i les illes Uji. L'àrea d'origen pot incloure l'illa de Taiwan, molt propera. En estat natural es troba en associació amb espècies de sobreplanta com l'Ardisia sieboldii i la Castanopsis sieboldii.

## Cultiu
L'Aspidistra és molt conreada internacionalment i té fama de suportar bé la negligència, donant lloc al seu nom comú anglosaxó de planta de ferro colat. És tolerant a poca llum, poca humitat, fluctuacions de temperatura i reg irregular. Es troba millor en una posició lluny del sol directe per evitar el blanqueig de les fulles. També li cal un bon drenatge per a un creixement òptim i per evitar la podridura de les arrels.
És molt cultivada com a planta d'interior, però també es pot cultivar amb èxit a l'aire lliure a l'ombra en climes temperats, on les plantes generalment suporten temperatures de fins a −5 °C (23 °F) ., sent mort per gelades de −5 a −10 °C (23 a 14 °F) o per sota. És molt comuna als patis ombrejats de Catalunya.
L'espècie no està seriosament afectada pels insectes, però els àcars i l'escala li poden causar problemes ocasionals. En estat salvatge, les seves fulles i arrels poden ser rosegades per mamífers ungulats com els cérvols, així com rosegadors i conills.
Aquesta planta ha guanyat el premi al mèrit del jardí de la Royal Horticultural Society (AGM).
Hi ha diverses varietats disponibles, incloent-hi:
- "Asahi" (que significa "sol del matí" en japonès): les fulles s'obren de color marró xocolata, i es tornen verdes des de la base cap amunt;
- "Hoshi-zora" (que significa "cel estrellat" en japonès): de fulles grans i lleugerament puntejades;
- "Lennon's Song": té els extrems llargs i estrets a les fulles i una franja central verda més pàl·lida (descoberta per un cultivador nord-americà de fullatge tallat, Robin Lennon)
- 'Variegata': amb ratlles blanques al llarg de la fulla. També ha guanyat l'AGM.[12]

Cal dir que l'Aspidistra elatior 'Via Làctia' és pròpiament una Apidistra lurida 'Ginga'.